# Iron Man (1931)
Iron Man is een Amerikaanse dramafilm uit 1931 onder regie van Tod Browning.

## Verhaal
Nadat de bokser Kid Mason zijn openingswedstrijd verliest, verlaat zijn vrouw Rose hem. Ze vertrekt naar Hollywood en ze krijgt een verhouding met Paul H. Lewis. Wanneer Mason later doorbreekt, keert ze terug. Ze wil hem ervan overtuigen om Lewis als impresario te nemen.

## Rolverdeling
| Acteur           | Personage       |
| ---------------- | --------------- |
| Lew Ayres        | Kid Mason       |
| Robert Armstrong | George Regan    |
| Jean Harlow      | Rose Mason      |
| John Miljan      | Paul H. Lewis   |
| Edward Dillon    | Jeff            |
| Mike Donlin      | McNeil          |
| Morrie Cohan     | Rattler O'Keefe |
| Mary Doran       | Revuemeisje     |
| Mildred Van Dorn | Gladys DeVere   |
| Ned Sparks       | Riley           |
| Sammy Blum       | Mandel          |